# Liste d'émissions chinoises
- Kewang (français: L'Aspiration): Drame du début des années 1990
- Kuaile Dabenying (La Citadelle heureuse): jeu télévisé sur Hunan Satellite TV
- Lailai Wangwang (La Vie occupée): Drame
- Kong Jingzi (Miroir vide): Drame
- General Manager Liu Laogen (Directeur général Liu Laogen): Drame
- The Rise of the Tang Empire : série